# 交響曲第8番 (ハリス)
交響曲第8番『サンフランシスコ』（San Francisco ）は、ロイ・ハリスが1961年にサンフランシスコ交響楽団の創立50周年のため同楽団の委嘱により作曲された交響曲である。初演は翌1962年1月14日にエンリケ・ホルダ指揮サンフランシスコ交響楽団、作曲者夫人のピアノ独奏により行われた。

## 楽器編成
フルート2（3奏者はピッコロ持ち替え）、オーボエ2、イングリッシュホルン、クラリネット2、バスクラリネット、ファゴット2（3奏者はコントラファゴット持ち替え）、ホルン4、トランペット3（1奏者は（C調）持ち替え、トロンボーン3、ホルン4、トランペット2（C調）、トロンボーン3、バリトン、チューバ、ティンパニ、小太鼓、ハープ、マイクを使って増幅した独奏ピアノ、大太鼓、弦五部、

## 楽曲構成
単一楽章だが5つの部分に大別できる。